# Exter (rivier)
De Exter is een rivier in Duitsland van 26,1 kilometer lengte, die uitmondt in de Wezer. De bron ligt op 279 meter hoogte bij Alverdissen (Barntrup) en de rivier mondt uit in de Wezer bij Rinteln op 60 meter hoogte.
In 1969 werd een nieuwe gemeente gecreëerd, die Extertal heet, omdat de gemeente voornamelijk het stroomgebied van de Exter omvat.